# フェルナンド・ペレス (ソフトウェア開発者)
フェルナンド・ペレス（英: Fernando Pérez）は、コロンビア出身の物理学者、ソフトウェア開発者、自由ソフトウェア支持者である。彼はIPythonプログラミング環境の創始者として最も知られており、この業績により、2012年に自由ソフトウェア財団からFSFフリーソフトウェア賞を授与された。また、彼はProject Jupyterの活動により、2017年にACMソフトウェアシステム賞を受賞している。Pythonソフトウェア財団のフェローであり、NumFOCUSの創設メンバーでもある。

## 経歴
フェルナンド・ペレスはコロンビアのメデジンで生まれ、アンティオキア大学で物理学の学士号を取得した後、コロラド大学ボルダー校で素粒子物理学の博士号を取得した。同大学では格子QCDにおける数値シミュレーションに取り組んだ。2008年にカリフォルニアに移住し、現在はカリフォルニア大学バークレー校統計学部の准教授として勤務している。それ以前は、ローレンス・バークレー国立研究所のスタッフサイエンティストおよびBerkeley Institute for Data Scienceの准研究員を務めていた。ペレスは2024年7月よりBIDSのファカルティディレクターに就任した。
ペレスは2001年にIPythonの開発を私的なプロジェクトとして始め、2014年にIPythonから発展したProject Jupyterの共同創設者となった。彼は2023年にNASA Exceptional Public Service Medalを、Project Jupyterのリーダーシップに対して授与された。